# Final Portrait
Final Portrait ist eine britische Filmbiografie von Stanley Tucci über den Schweizer Bildhauer, Maler und Grafiker Alberto Giacometti, die am 11. Februar 2017 bei den Internationalen Filmfestspielen Berlin ihre Weltpremiere feierte und am 3. August 2017 in die deutschen Kinos kam.

## Handlung
1964 in Paris. Der Schweizer Künstler Alberto Giacometti ist einer der bedeutendsten Maler und Bildhauer Europas, und seine Werke erzielen Rekorderlöse. Als er den jungen Schriftsteller und Kunstliebhaber James Lord, der ein guter Freund von ihm ist, fragt, ob er für sein nächstes Porträt Modell sitzen will, fühlt sich dieser geschmeichelt. Allerdings dauert das Modellsitzen in seinem Paris Atelier, das eigentlich auf einen Nachmittag angelegt ist, wesentlich länger, als er erwartet hatte, denn manchmal ist Giacomettis Schaffensprozess  obsessiv, völlig chaotisch und irritierend. Die Entstehung des Bildes zieht sich über 18 Tage hin, weil Giacometti seine Arbeit immer wieder rückgängig macht, fertige Teile des Gemäldes übermalt oder von vorn beginnt.
Lieber beschäftigt sich Giacometti anderweitig, so mit seiner Geliebten Caroline oder seiner Ehefrau Annette, die sich des Öfteren streiten, aber auch durch Besuche in einem Bistro, um einen Rotwein zu schlürfen, und Spazierfahrten. Andere Male ist der Künstler einfach nicht in der richtigen Stimmung, um sich an die Staffelei zu setzen. James muss seinen Heimflug mehrfach verschieben, und Giacomettis außergewöhnliche Methoden treiben ihn fast in den Wahnsinn. Einer, der seine Macken kennt, ist Albertos Bruder Diego, der ebenfalls Künstler ist.

## Biografischer und literarischer Hintergrund
Alberto Giacometti war ein Bildhauer, Maler und Grafiker. Der gebürtige Schweizer wird als wichtigster Bildhauer des 20. Jahrhunderts angesehen und wurde bereits zu Lebzeiten kultisch verehrt. Die meiste Zeit seines künstlerischen Lebens verbrachte Alberto Giacometti in Paris in seinem legendären Atelier an der Rue Hippolyte-Maindron. Hier wohnte und arbeitete er, kehrte aber immer wieder ins heimatliche Bergell zurück. Annette Arm, die später seine Frau werden sollte, lernte er in Genf kennen, wo er sich von 1942 bis 1945 aufhielt. Allerdings hörte Giacometti nie auf, andere Frauen zu begehren. So ging die Prostituierte Caroline im Atelier ein und aus, und seine Ehefrau fügte sich in ihr Schicksal. In Giacomettis letzten Lebensjahren blieb Caroline seine Muse und Geliebte.
„Der gesamte Werdegang moderner Künstler liegt in diesem Willen, etwas zu ergreifen, zu besitzen, das sich ununterbrochen entzieht […] Es ist, als wäre die Wirklichkeit stets hinter den Schleiern, die zerreißen. Es gibt noch eine weitere Wirklichkeit, immer noch eine“, sagte Giacometti einst und bezog sich dabei auf sein eigenes künstlerisches Schaffen, denn er war von der Unmöglichkeit, ein Werk für „vollendet“ zu erklären, besessen und modifizierte daher Bilder oder Skulpturen immer wieder, auch um den Preis, eine komplett fertige Arbeit zu verwerfen. Alberto Giacometti starb 1966.
James Lord, der ihm begegnet war, schrieb über den Künstler eine Biografie mit dem Titel „A Giacometti Portrait“.

## Produktion

### Stab

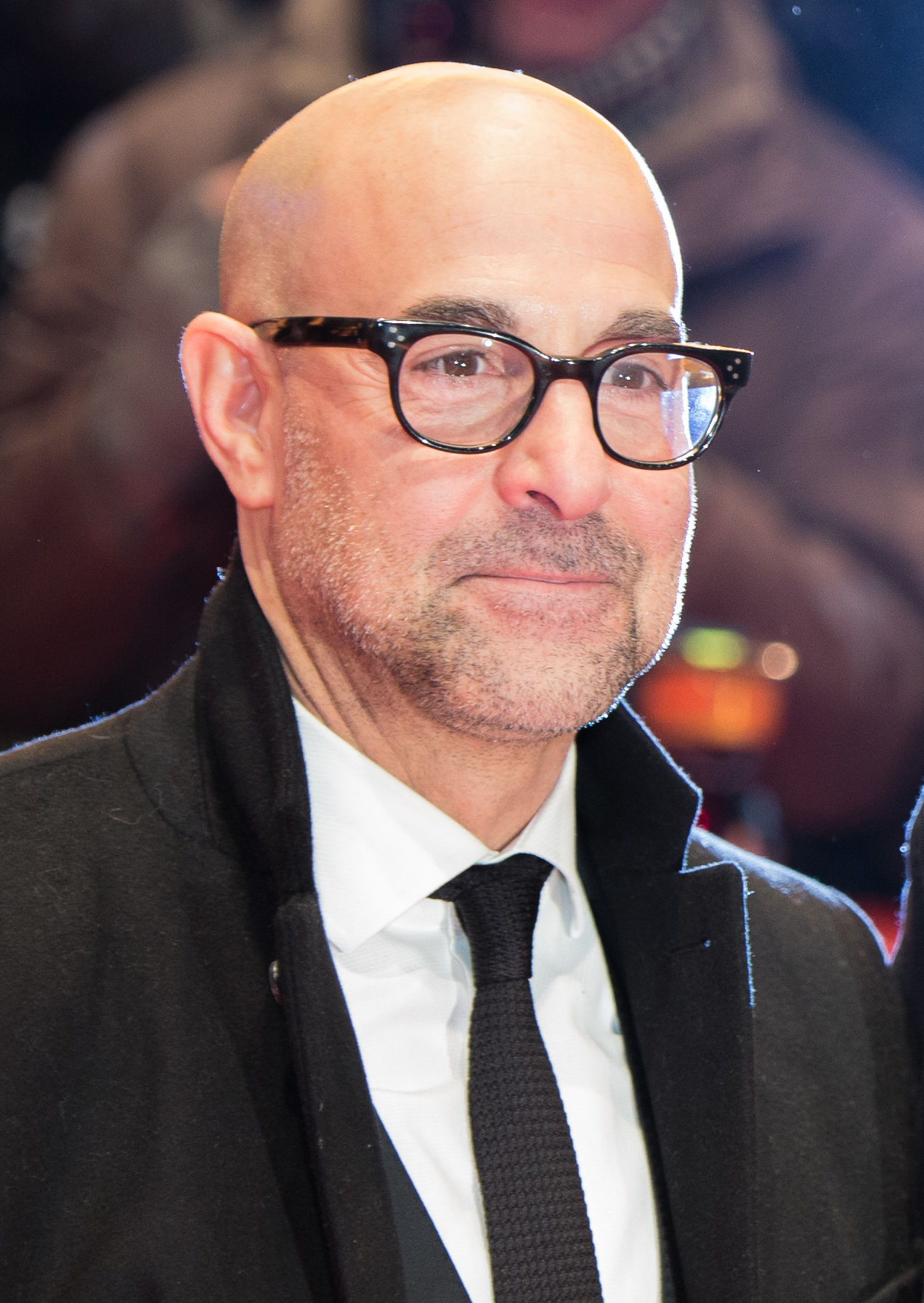
Regisseur Stanley Tucci bei der Berlinale 2017

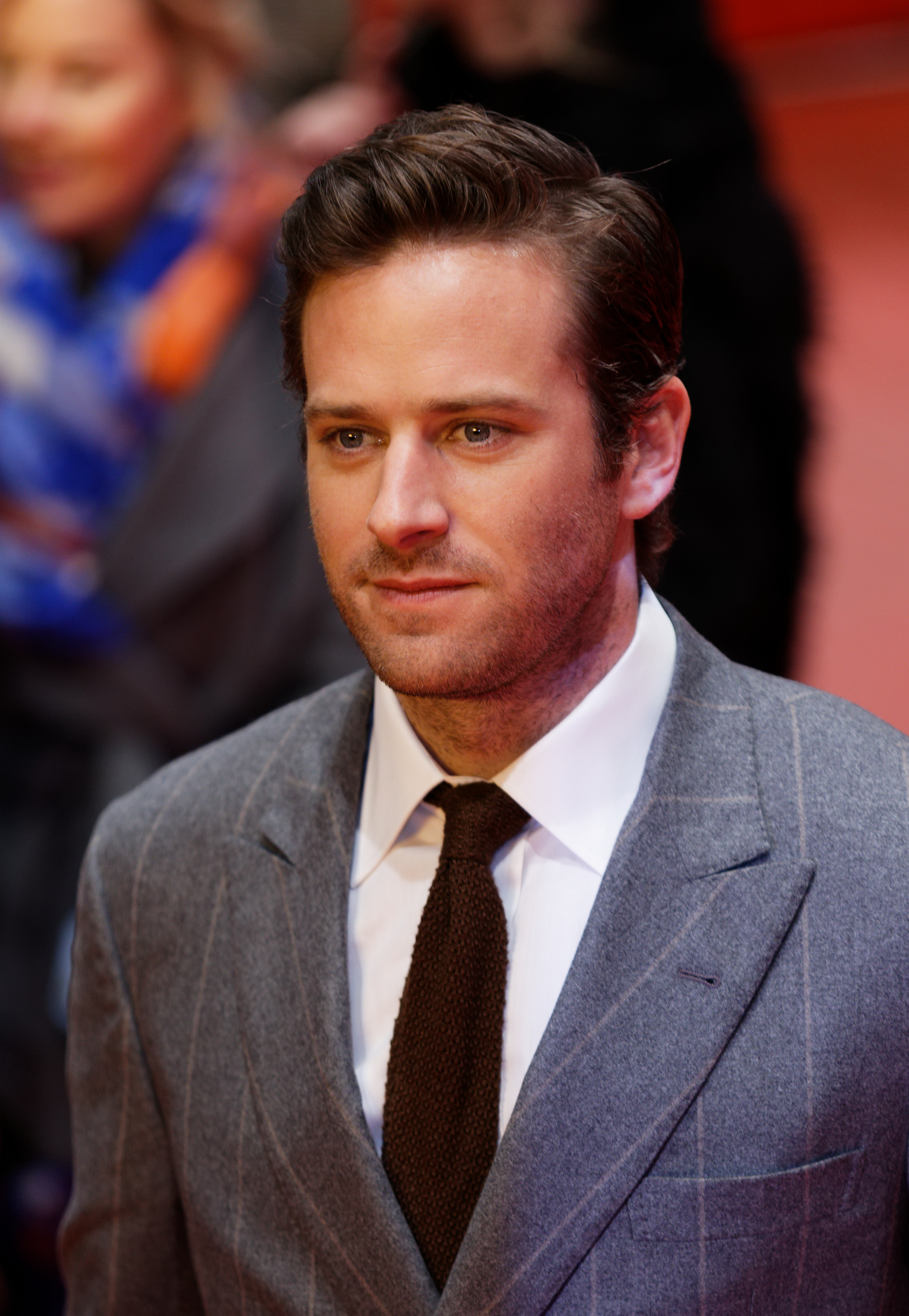
Armie Hammer spielt im Film James Lord

Regie führte Stanley Tucci. Sein Drehbuch basiert auf der Biografie von James Lord. Diese hatte den Regisseur fasziniert: „Ich fand irgendwann dieses Buch und dachte, das ist das schönste Buch über den Schaffensprozess, das ich je gelesen habe. Ich habe es lange mit mir rumgetragen, immer wieder darin gelesen, weil es so inspirierend ist. Dann hab ich mich gefragt, ob ich nicht einen Film daraus machen kann.“ Es dauerte zehn Jahre, bis er seinen Plan in die Tat umsetzte. Bei einer Pressekonferenz sagte Tucci, dass er Final Portrait, wenn es nach ihm gegangen wäre, in Schwarz-Weiß gedreht hätte, doch die Produzenten hätten ihm das aber nicht erlaubt, zu hoch sei das Risiko eines kommerziellen Flops gewesen.
Über den von ihm porträtierten Künstler sagt Tucci: „Er tat alles völlig unverhohlen. Seine Bilder sind zwar sehr anmutig, Giacometti als Mensch war dagegen nicht gerade taktvoll, aber er hat genau das Leben gelebt, dass er leben wollte – ohne Kompromisse – und das sind zwei schwierige Dinge für jeden von uns.“ Zu Giacomettis Liebesleben bemerkt der Regisseur, auch wenn er seine Ehefrau geliebt habe und sie ihn, habe sie aus irgendeinem Grund dieses Opfer gebracht.

### Besetzung, Synchronisation und Dreharbeiten
Geoffrey Rush übernahm die Rolle des Malers Alberto Giacometti, Armie Hammer spielt sein Modell und späteren Biografen James Lord. Die Rolle von Giacomettis Ehefrau Annette Arm wurde mit Sylvie Testud besetzt. Clémence Poésy übernahm die Rolle von Giacomettis Geliebter Caroline, Tony Shalhoub spielt Giacomettis Bruder Diego, James Faulkner spielt den Kunsthändler Pierre Matisse, der Sohn des Impressionisten Henri Matisse war, und Philippe Spall ist in der Rolle von Pimp zu sehen.
Wolfgang Condrus spricht in der deutschen Synchronfassung Alberto Giacometti, Sabine Falkenberg ist als seine Ehefrau Annette zu hören, Tatjana Pokorny in der Rolle seiner Geliebten Caroline, und Sascha Rotermund spricht sein Modell James Lord. Olivier Thomazo leiht dem Kunsthändler Pierre Matisse seine Stimme.
Die Dreharbeiten fanden London statt, so in Ruby’s Bar & Lounge in der 76 Stoke Newington Road, wo die Szene in dem französischen Restaurant gedreht wurde. Ein weiterer Drehort befand sich in der Bermondsey Street, wo Außenaufnahmen entstanden. Das staubige, unordentliche und enge Pariser Atelier und die Kunst, die sich damals dort befand, ließ Tucci von jungen Künstlern originalgetreu nachbilden.

### Marketing und Veröffentlichung
Der Film feierte am 11. Februar 2017 bei den Internationalen Filmfestspielen Berlin seine Weltpremiere. Ab 25. Juni 2017 wird der Film im Rahmen des Edinburgh International Film Festivals vorgestellt. Anfang Juli 2017 wurde ein erster Trailer zum Film veröffentlicht. Am 3. August 2017 kam der Film in die deutschen Kinos. Ab 9. März 2018 wurde der Film im Rahmen des South by Southwest Film Festivals gezeigt.

## Rezeption

### Kritiken
Rotten Tomatoes verzeichnete einen Anteil von 73 % positiver Kritiken. Die durchschnittliche Wertung beträgt 6,6/10.
Stanley Tucci reflektiert in dem Film den künstlerischen Schaffensprozess, indem er dem Zuschauer diesen aus der Perspektive von Alberto Giacometti, zeigt. Er stellt im Film die Frage, wann ein Kunstwerk eigentlich fertig ist, ob es überhaupt jemals fertig sein kann. Umgekehrt zeigt er auch die Perspektive seines Modells und dessen Einfluss auf diesen Prozess.
Ula Brunner von RBB Online sagt über den Film: „Die Begegnungen zwischen den beiden ungleichen Persönlichkeiten, bei denen Tucci mit vielen Großaufnahmen etwas grobklotzig die künstlerische Wahrnehmung Giacomettis nachvollzieht, hat schon sehr viel komisches Potenzial. Zumal Geoffrey Rush die Rolle des grummeligen und kauzigen Giacometti auf den Leib geschrieben ist, sogar die Physiognomie von Original und Schauspieler ist ähnlich. Und Armie Hammer schafft es ganz wunderbar, wie ein Harvard-Absolvent auszusehen, der selbst nicht verstehen kann, dass es ihn in den verstaubten Pariser Hinterhof verschlagen hat.“
Barbara Block von Das Erste sagt, Tucci gelinge es auf eine spielerisch-leichte Weise, dem exzentrischen Künstler, aber auch dem verzweifelten Menschen Alberto Giacometti, nah zu kommen, und es handele sich um einen wunderbaren und genialen Film über den großen ewigen Zweifler.
Peter Angerer von der Tiroler Tageszeitung meint, wie in allen seinen Regiearbeiten begegne Tucci auch in Final Portrait seinen Protagonisten mit ironischer Distanz, und seine Annäherung an Giacometti sei eher Farce, denn Biopic: „Der Künstler nimmt seinen Biografen als Gefangenen, macht ihn zum Zeugen von Eskapaden und seines zwiespältigen Charakters. Als Giacomettis Bruder Diego mahnt Tony Shalhoub in virtuoser Monk-Manier zur Vorsicht im Umgang mit dem Künstler und schon nach der dritten Sitzung können auch wir uns dieser Faszination, die auch mit Geoffrey Rush zu tun hat, nicht mehr entziehen.“
Deutlich kritischer beurteilt Bert Rebhandl den Film in der Frankfurter Allgemeinen Zeitung: „Final Portrait [zeigt] einen Giacometti, der sich über den „Dieb“ Picasso ereifert, dies allerdings in einem Film, in dem er selbst auf prekäre Weise austauschbar wird. […] Die Dinge (und Figuren) zeigen hier kein anderes „Gesicht“ als das eines konventionellen Period Picture, das ein gefährdetes Genie schon hinreichend gedeutet glaubt, wenn irgendwo der Putz von den Wänden bröckelt.“

### Auszeichnungen
British Independent Film Awards 2017
- Nominierung für das Beste Szenenbild (James Merifield)[12]